# Llançagranades
El llançagranades és una arma que es va modernitzar a la Segona Guerra Mundial (ja n'hi havia al segle xix) per augmentar la potència de foc del soldat, que en aquella època era impotent davant la massiva utilització de mitjans cuirassats i mecanitzats. Llavors van aparèixer diversos models de llançagranades en forma independent.

## Història

### Primer llançagranades

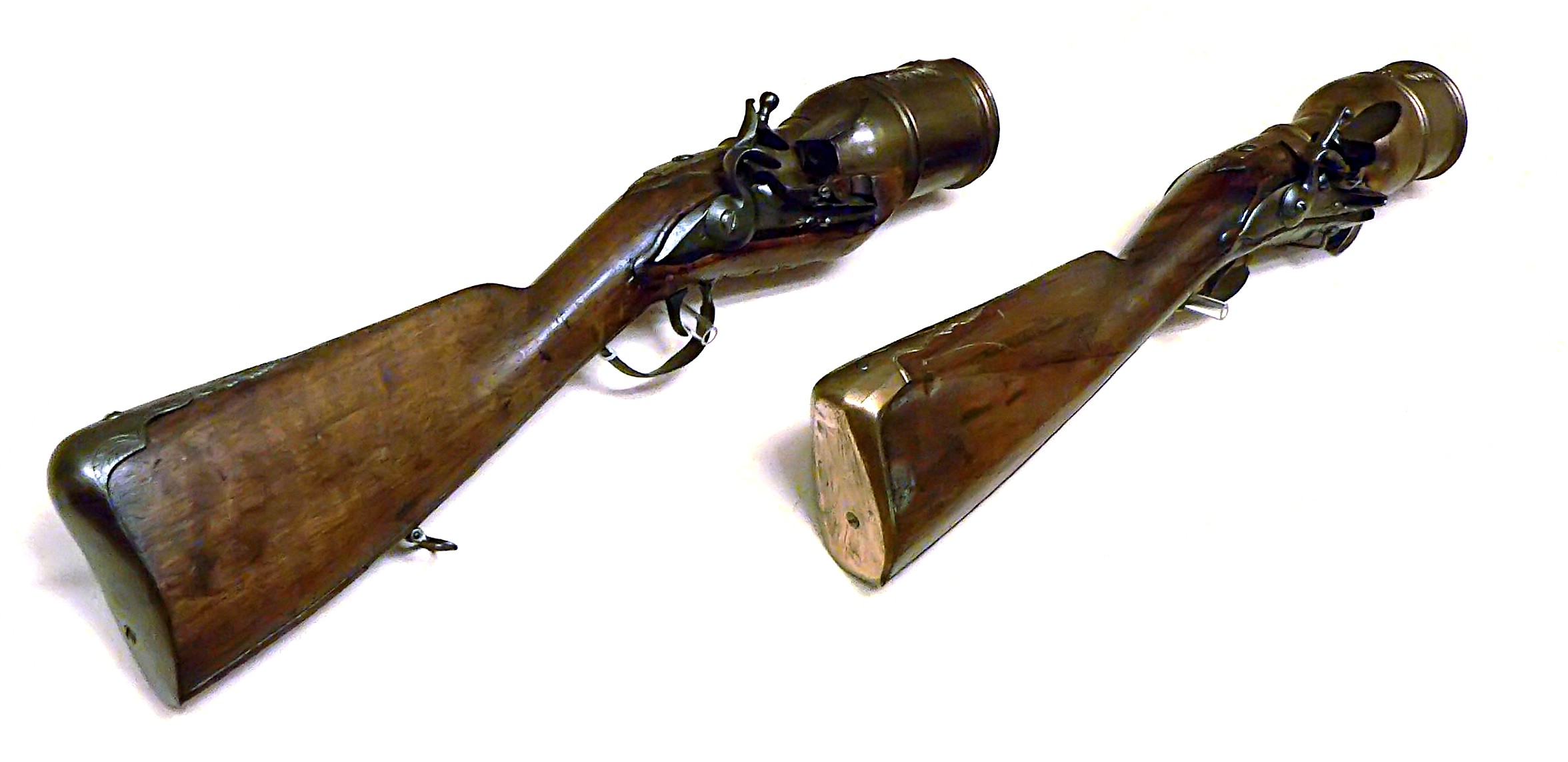
Llançagranades del.

Els Estats Units van començar a desenvolupar un llançagranades utilitzant propulsió per coet a 1939, sent l'arma coneguda per bazooka per un popular instrument utilitzat en un programa de ràdio. El primer model M1 tenia un tub llançador reutilitzable d'1,40 metres de llarg i 6 cm de diàmetre amb un anell d'acer a la part posterior. L'arma tenia una empunyadura i gallet semblants a una pistola que permetia el pas de l'electricitat des d'una bateria per un cable a l'anell posterior. El carregador de l'arma ficava per la part posterior el projectil, amb un tub i unes aletes estabilitzadores que havien de quedar una mica sortints, en contacte amb l'anell per rebre l'electricitat i activar el propelent del coet que impulsava el projectil. El llançador pesava 6 kg. i cada projectil 2,2 kg. capaços de travessar 100 mm d'acer amb un abast de 100 metres.

### Models següents

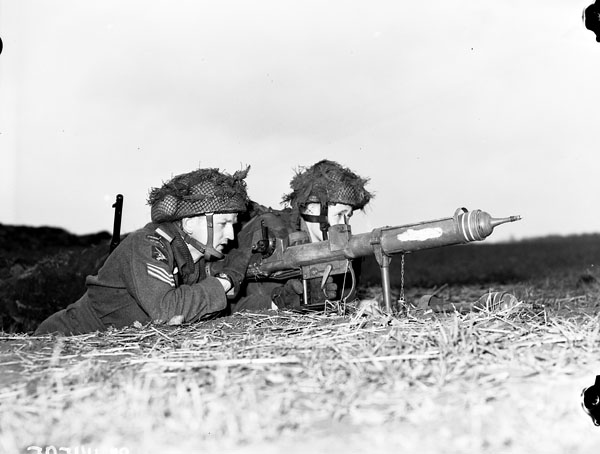
Soldats canadencs amb un llançagranades PIAT.

el 1943 es procedeix a una completa remodelació del M1 que donaria lloc a un nou model, el M9. Utilitzant el mateix projectil, l'arma es podia partir en dues seccions, facilitant el seu transport i permetent augmentar la longitud total a 155 cm. La bateria, que tenia tendència a fallar en el moment més necessari, va ser substituïda per un petit generador d'impulsos. L'arma pesava 6,5 kg i arribava 120 metres. Els projectils mesuraven 55 cm de llarg.
L' Faustpatrone  va ser el primer llançagranades alemany a entrar en combat al front oriental l'estiu de 1943. Consistia en un tub llançador metàl·lic d'un metre de llarg i 3,3 cm de diàmetre. En un extrem es posava una granada de càrrega buida antitanc de 10 cm de diàmetre, encaixant dins del tub llançador el tub propulsor de la granada, un cartutx de pólvora negra. El tub llançador tenia un senzill mecanisme percussor que detona el cartutx i permetia disparar la magrana a 30 metres de distància, perforant teòricament 140 mm d'acer.
El primer model no va donar el resultat esperat, tot i que l'alt comandament tenia un gran interès en aquest tipus d'armament, de manera que el setembre de 1943 apareix un nou model, el  Panzerfaust  amb un cap antitanc més eficaç. L'arma va tenir gran èxit en lluita urbana, però la distància de combat era molt reduïda i el 1944 apareix el que serà el model més fabricat a la guerra, el  Panzerfaust 60 , amb una alça de punteria graduada per disparar l'arma fins a 60 metres de distància. Es van arribar a fabricar més d'un milió d'unitats d'aquest model al mes i la seva producció va continuar fins al final de la guerra. El tub es rebutja després del tret. el 1945 va arribar el  Panzerfaust 150  amb un nou llançador reutilitzable i granades amb aletes estabilitzadores que perforaven 200 mm d'acer a 150 metres, encara que pocs van entrar en combat per la fi de la guerra.
Els britànics per, la seva banda, van inventar un aparell molt  original , el PIAT, un tub de xapa metàl·lica amb un fort moll d'acer al seu interior que el soldat havia de comprimir tirant amb força d'unes nanses laterals. Aquest artefacte, que va provocar diversos accidents per problemes amb el moll o el retrocés que produïa al llançar la magrana, tenia un abast màxim de 100 metres i permetia utilitzar tant granades antitanc de càrrega buida com explosives antipersona o fumígenes.

## Desenvolupament després de la Segona Guerra Mundial

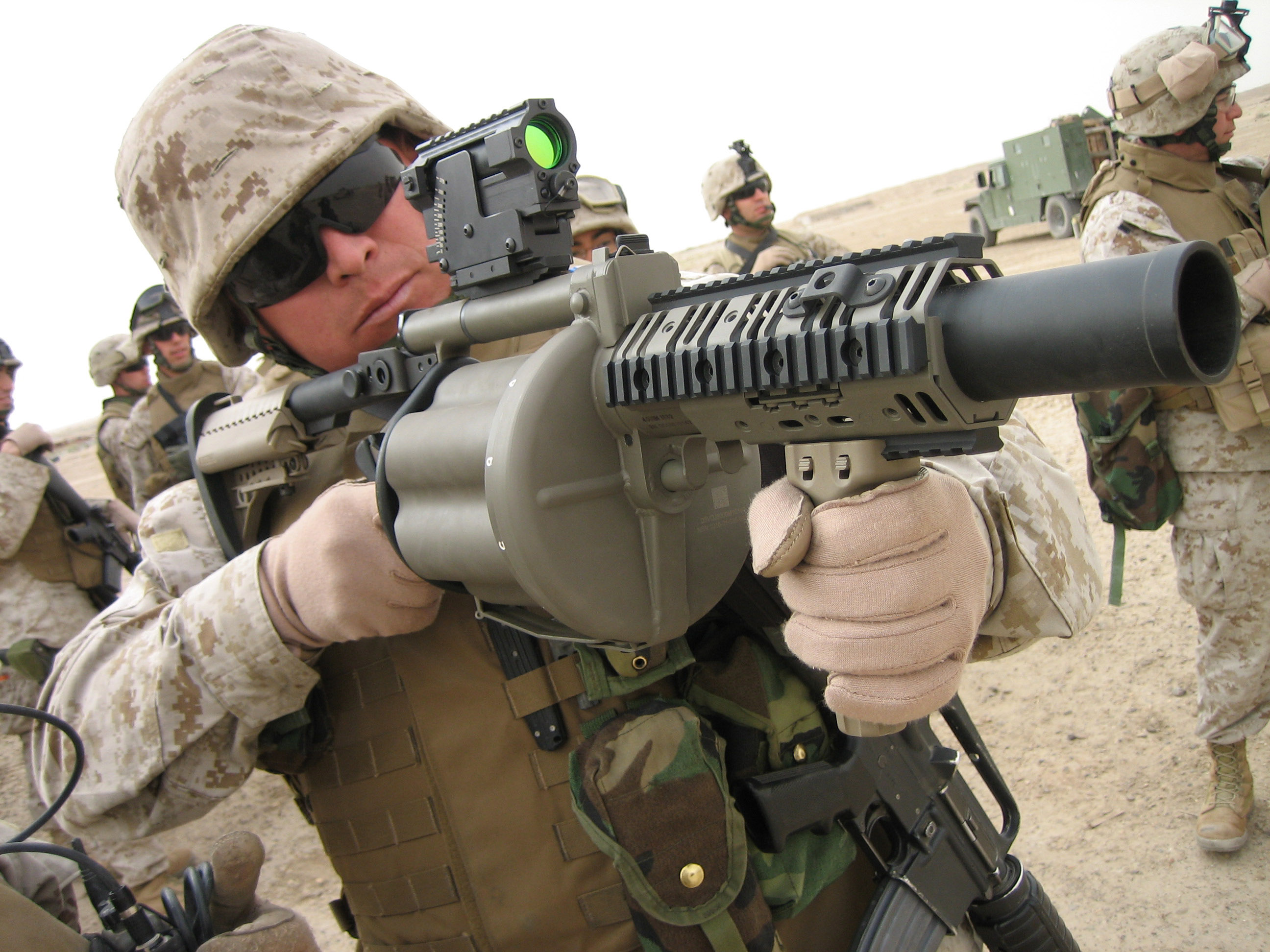
Llançagranades M32 MGL

Després de la guerra l'exèrcit dels Estats Units manté en suspens la producció de l'anomenat  superbazooka  model M20 fins a la Guerra de Corea, el 1950, en la qual els carros d'origen soviètic resulten impenetrables per al vell  bazooka . El nou model utilitza un tub desmuntable en dues seccions amb una magneto per encendre elèctricament el coet i una mira òptica graduada per assolir objectes en moviment fins a 150 metres de distància, el projectil és capaç de travessar 260 mm d'acer. Per a permetre el tret estirat s'incorpora un bípode plegable. El M20 romandrà en servei als EUA fins a Vietnam i en molts altres països fins als anys 80.
En els anys 50 la Unió Soviètica comença a investigar en aquest tipus d'armes, un terreny en què els seus dissenys arribaran una difusió i popularitat mundial per la seva eficiència i robustesa. Apareixen així les famílies de llançagranades RPG ( Ruchnoi Protivotankovii Granatomet ), el primer model a entrar en servei és el RPG-2, amb un tub metàl·lic, una alça de punteria graduada fins a 150 metres i una senzilla empunyadura i gallet que inicien el coet per percussió. Els coets utilitzen un cap cònica de càrrega buida anticarro amb pólvora negra com combustible propulsor capaç de travessar 180 mm d'acer i l'arma carregada pesa 5 kg. i fa 1,20 metres. Aquest model serà utilitzat extensivament en Vietnam i per la seva senzillesa serà fabricat per milions en gairebé tots els països de l'òrbita soviètica i xinesa. Localment es fabricaran granades antipersona i amb altres propòsits diferents al projectil original.

## Llançagranades d'un sol ús

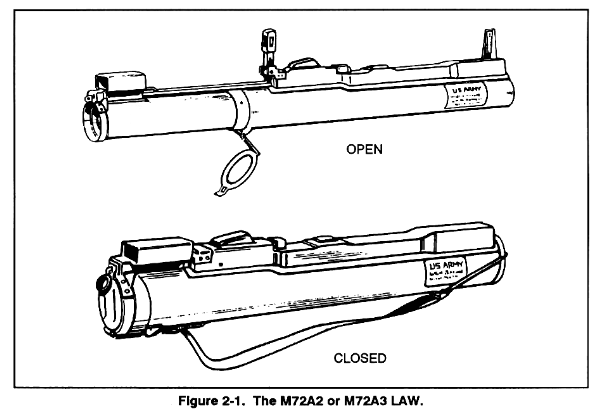
Imatge del manual de camp del LAW M72A2.

Durant la guerra del Vietnam dels EUA incorporar un nou model de llançagranades, el LAW ( Light Anti-tank Weapon ), una arma sol ús formada per dos tubs d'alumini encaixats un dins d'un altre i amb el projectil segellat al seu interior. Per disparar l'arma es treien els taps dels extrems, es desplegava el tub, s'apuntava emprant unes mires graduades fins a 200 metres, i es disparava prement un polsador a la part superior que encenia el coet. El concepte de llançagranades sol ús inspirar als països occidentals per a dotar a tots els soldats que s'estimés necessari d'un llançagranades  barat , i el LAW va ser copiat i imitat extensament. El LAW M72 té 66 mm de calibre, 67 cm en transport i 1 metre estès i pesa 2,5 kg. i és capaç de perforar 300 mm d'acer. Actualment ha estat substituït en els EUA pel M136 AT-4, fabricat en Suècia, que utilitza un tub sol ús de fibra de vidre d'1 metre i pot perforar 400 mm.
Tot i el  boom  dels sol ús, els països occidentals segueixen fabricant llançagranades reutilitzables, que permeten tenir un sistema de tir amb millors elements de punteria i més potents i de més llarg abast. L' Panzerfaust 3  alemany permet disparar blancs fixos a 600 metres i perforar 700 mm de blindatge homogeni, el  Carl Gustav  suec és en realitat un canó sense retrocés que es dispara des de l'espatlla. Els últims dissenys són molt més sofisticats, com el Alcotán-100 espanyol, una petita direcció de tir computeritzada amb visió nocturna. A la direcció de tir se li encaixa el tub contenidor sol ús amb el projectil, s'apunta a l'objectiu i la direcció de tir comprova la distància exacta al mateix i la seva velocitat si està en moviment amb un làser. En cas d'estar en moviment, es calcula la seva posició en el moment de l'impacte i el tirador pot corregir així fàcilment la punteria seguint la marca que li apareix en el visor. Amb aquest sistema es poden arribar a vehicles en moviment a 600 metres de distància.